# ケプラー9
ケプラー9 (英: Kepler-9) は、こと座の方向にある、太陽に似た恒星である。ケプラーによる観測によって、トランジット法を用いて複数の惑星からなる惑星系が存在することが確認された。

## 命名と経緯
ケプラー9は、NASAが主導した太陽系外惑星探査のケプラー計画から名付けられた。
2010年6月、ケプラーの本格運用開始後43日間で得たデータから、700を超える数の精査すべき系外惑星候補が提示された。その中に、複数の惑星がトランジットしている可能性がある恒星が5つ含まれており、その一つがケプラー9であった。ケプラーの観測で惑星が存在する可能性を示すシグナルが検出されたことから、ケプラーの重点観測対象 "Kepler Objects of Interest" の一つとして、KOI-377 という名称が与えられた。
2010年8月26日に、KOI-377 に3つの惑星が見つかったことが発表された。これによって、既にケプラーによって惑星が発見されていたケプラー8に続き、「ケプラー9」と命名された。ケプラー9に複数の惑星があることは、惑星がトランジットを起こす周期が著しく変動することから確認された。ケプラー9は、トランジット法で一度に複数の惑星を発見した最初の例となり、各惑星がトランジットを起こすタイミングの変化を用いて惑星の質量も計算できた最初の例ともなった。

## 特徴
ケプラー9は、地球からおよそ2,120光年（650 pc）の距離にある。ケプラー9の質量は太陽の1.07倍、半径は太陽の1.02倍で、太陽とほぼ同じ大きさの恒星である。表面温度は 5,777 K でこれも太陽とほぼ同じであり、金属量は太陽より3割程度多い。年齢は太陽よりも若く、およそ10億年と推定される。
| 太陽 | ケプラー9 |
| ---- | --------- |
| 太陽 | Exoplanet |

## 惑星系

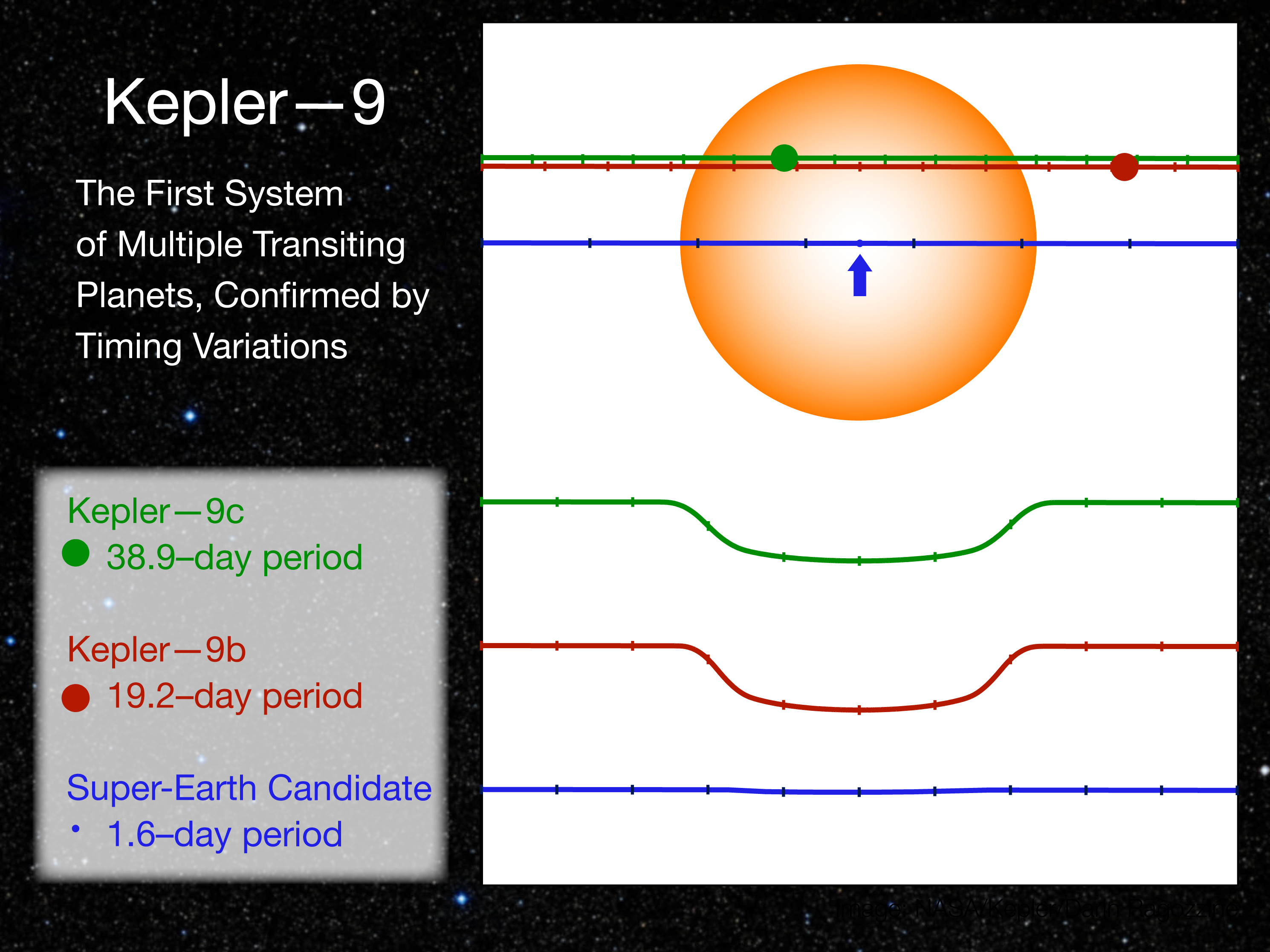
ケプラー9の惑星トランジットによる光度曲線

ケプラー9の周りを公転する3つの系外惑星は、ケプラー9b、ケプラー9c、ケプラー9dと名付けられた。母星から遠い方の2つの惑星ケプラー9bとケプラー9cは、それぞれ木星の25%および17%の質量を持ち、密度の低いガス惑星である。直径はどちらも木星の80%程度である。密度はどちらも水よりも小さく、その点では土星に似ている。最も内側の軌道を回る惑星ケプラー9dは、直径が地球の1.64倍のスーパーアースで、公転周期は1.592851日である。ケプラー9dを視線速度法で確認することは困難だが、発見が誤りである確率は、統計的に見積もって、悲観的に考えても0.06%であり、存在はほぼ確実とみられる。ケプラー9dの事例はフォローアップ観測が困難な惑星候補が真の惑星であることを確率論的に確認 (validate) する技法が適用された初期の例であった。このような技法は、後にケプラーが検出した惑星候補を確認するために広く用いられるようになった。

内側2つの惑星、ケプラー9dとケプラー9bの公転周期の比は1:12である。一方、外側2つの惑星ケプラー9bとケプラー9cの公転周期の比は1:2で、これらは軌道共鳴していると見られている。軌道共鳴している惑星がトランジット法で発見されたのは、ケプラー9bとケプラー9cの組が初めてである。
この軌道共鳴は、2つの惑星の公転速度を変化させ、その結果トランジットが起こる時間も変化する。1回公転するごとに、ケプラー9bのトランジットの周期は4分長く、ケプラー9cのトランジットの周期は39分短くなっている。通常、トランジット法では惑星の質量は推定できないが、この場合は公転軌道の変化から力学モデルを使って質量が推定された。後にケックI望遠鏡の HIRES (高分散エシェル分光器) を使ってドップラー分光法により精密に質量が推定された。
ケプラー9bと9cの軌道は、かつてはもっとケプラー9から遠く、雪線よりも外側に位置していたが、残存していた原始惑星系円盤との相互佐用によって内側に移動したと考えられている。その過程で軌道共鳴に捕獲されたとみられる。
| 名称 （恒星に近い順） | 質量             | 軌道長半径 （天文単位）   | 公転周期 (日)       | 軌道離心率 | 軌道傾斜角 | 半径                |
| --------------------- | ---------------- | ------------------------- | ------------------- | ---------- | ---------- | ------------------- |
| d                     | 4 - 16 M⊕        | 0.02730 +0.00042 −0.00043 | 1.592851 ± 0.000045 | 0          | —          | 1.64 +0.19 −0.14 R⊕ |
| b                     | 0.252 ± 0.013 MJ | 0.140 ± 0.001             | 19.24               | 0.15       | —          | 0.842 ± 0.069 RJ    |
| c                     | 0.171 ± 0.013 MJ | 0.225 ± 0.001             | 38.91               | 0.13       | —          | 0.823 ± 0.067 RJ    |